# Pareronia nishiyamai
Pareronia nishiyamai is een vlindersoort uit de familie van de Pieridae (witjes), onderfamilie Pierinae.
Pareronia nishiyamai werd in 1981 beschreven door Yata.